# Remseck am Neckar

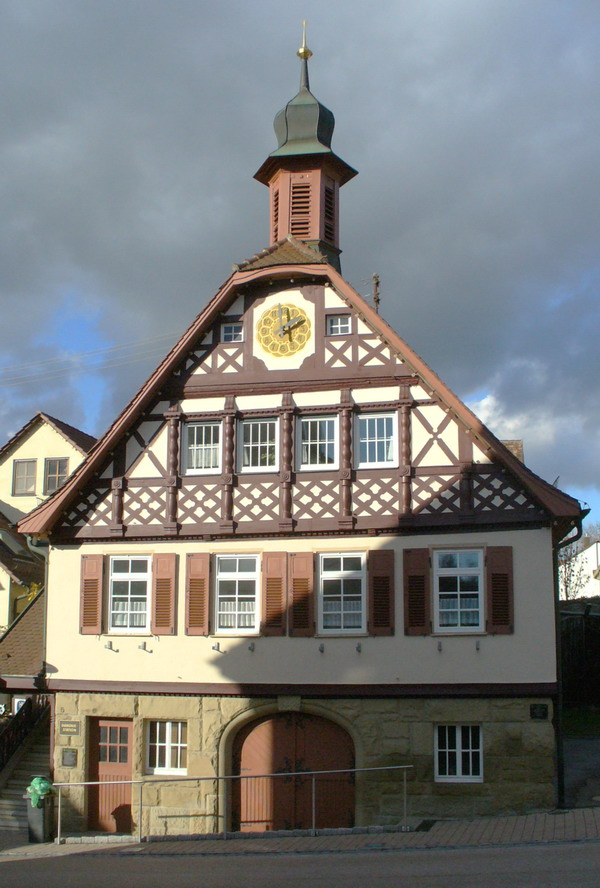
Stary ratusz

Remseck am Neckar – miasto w Niemczech, w kraju związkowym Badenia-Wirtembergia, w rejencji Stuttgart, w regionie Stuttgart, w powiecie Ludwigsburg. Leży nad Neckarem, ok. 7 km na wschód od Ludwigsburga.